# Cha Bum-kun
Cha Bum-kun (Hangul: 차범근; Hwaseong, 22 mei 1953) is een Zuid-Koreaans gewezen voetbalspeler en voetbaltrainer. Hij wordt samen met Hong Myung-bo beschouwd als een van de beste Zuid-Koreaanse voetballers aller tijden. In West-Duitsland kreeg hij de bijnaam Tscha Bum, vanwege zijn harde schot. Zijn zoon, Cha Du-ri, is ook voetballer geweest.
Cha debuteerde in 1972 in het Zuid-Koreaans voetbalelftal en werd hiermee jongste international ooit. Na zich te hebben ontwikkeld in zijn geboorteland maakte hij furore bij de West-Duitse clubs Eintracht Frankfurt en Bayer Leverkusen. Hij speelde 135 interlands waarin hij 58 treffers maakte. Cha is topscorer aller tijden van het Zuid-Koreaans voetbalelftal. Hij werd in 2000 door de IFFHS uitgeroepen tot Aziatisch speler van de eeuw.

## Clubcarrière

### Beginjaren
Cha werd geboren in Hwaseong en volgde voortgezet onderwijs op de Kyungshin High School in Seoel. Hij speelde bij de voetbalafdeling van de school en presteerde zo goed dat hij in 1970 werd opgeroepen voor Zuid-Korea onder 20. In 1972 ging hij studeren aan de Universiteit van Korea, waar hij ook in het voetbalteam speelde. Nadat hij afstudeerde ging Cha in maart 1976 aan de slag bij Seoul Trust Bank FC, een semi-professioneel voetbalteam. In oktober van dat jaar moest hij de overstap naar Air Force FC maken vanwege zijn militaire dienstplicht.

### Doorbraak in West-Duitsland

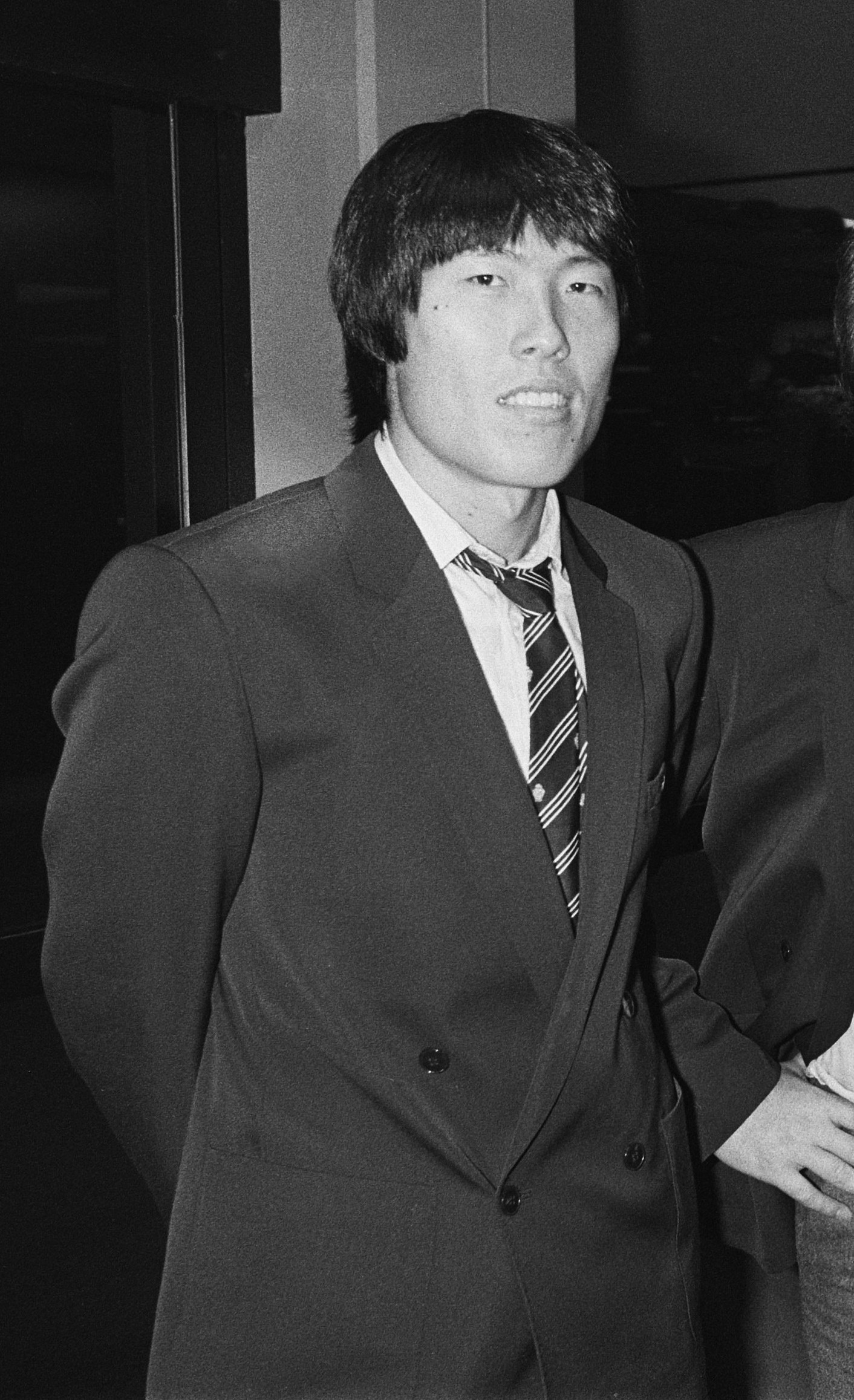
Cha in 1979

Aan het einde van 1978 vertrok Cha naar West-Duitsland om te gaan spelen voor SV Darmstadt 98, destijds uitkomend in de Bundesliga. Vanwege een probleem betreffende zijn militaire dienstplicht moest Cha, na zijn debuutwedstrijd tegen VfL Bochum op 30 december 1978, terug naar Zuid-Korea. Op 5 januari 1979 keerde hij terug naar zijn geboorteland en maakte zijn militaire dienst af, welke liep tot 31 mei 1979. Na zijn militaire dienstplicht afgerond te hebben, tekende Cha in juli 1979 bij Eintracht Frankfurt. Hij liet al snel van zich spreken door drie wedstrijden op rij te scoren in de competitie.
In de UEFA Cup 1979/80 speelde Cha elf wedstrijden mee. Slechts een duel was hij niet van de partij. Eintracht Frankfurt bereikte de finale na overwinningen op achtereenvolgens Aberdeen, Dinamo Boekarest, Feyenoord, Zbrojovka Brno en Bayern München, waar Karl-Heinz Rummenigge speelde. In de finale was Borussia Mönchengladbach de tegenstander. De heenwedstrijd ging met 3−2 verloren. Twee weken later vond in het Waldstadion de return plaats. Deze wedstrijd werd met 1−0 gewonnen door een treffer van Fred Schaub, waardoor de beker naar Eintracht Frankfurt ging. Een jaar later pakte Cha door het winnen van de DFB-Pokal zijn tweede prijs in dienst van Eintracht. In de finale, welke met 3−1 werd gewonnen, maakte hij de derde treffer.
Desondanks vertrok Cha in 1983 naar Bayer Leverkusen. Zijn grootste succes bij die Werkself beleefde hij in 1988. Bayer Leverkussen had in de heenwedstrijd van de finale UEFA Cup met 3−0 verloren van Espanyol, door treffers van Losoda, Soler en nogmaals Losoda. Dat maakte de Duitse ploeg in de thuiswedstrijd ongedaan. De stand was 2−0 in het voordeel van Leverkussen toen Cha in de slotfase de 3−0 tegen de touwen schoot. Totaalstand was 3−3, waarna verlenging ook geen winnaar opleverde. Bayer Leverkusen won de wedstrijd uiteindelijk na strafschoppen.
Een jaar later besloot Cha om een punt te zetten achter zijn voetballoopbaan. Hij speelde 308 wedstrijden in de Bundesliga, waarin hij 98 keer wist te scoren. In de loop van zijn tienjarige carrière ontving hij slechts één gele kaart in een competitieduel.

## Interlandcarrière
Cha debuteerde in 1970 in Zuid-Korea onder 20, waarmee hij deelnam aan het Aziatisch kampioenschap voetbal onder 19 van 1971 en 1972. Cha debuteerde in het Zuid-Koreaans voetbalelftal in 1972 op 19-jarige leeftijd. Hij studeerde toen nog aan de Universiteit van Korea.
Cha speelde op het Aziatisch kampioenschap voetbal 1972, waarop hij eenmaal trefzeker was. Zuid-Korea verloor in de finale van Iran. Hij zat bij de selectie van Zuid-Korea voor de Aziatische Spelen 1978, welke gewonnen werd. De finale tegen Noord-Korea eindigde in 0−0, waarna besloten werd om allebei de landen de titel toe te kennen. Cha zijn laatste internationale toernooi was het WK 1986, welke plaatsvond in Mexico. Zuid-Korea, dat zich voor het eerst sinds 1954 weer gekwalificeerd had, verloor in de groepsfase van Argentinië en Italië en speelde gelijk tegen Bulgarije. Cha beëindigde na het toernooi zijn interlandcarrière.

## Trainerscarrière

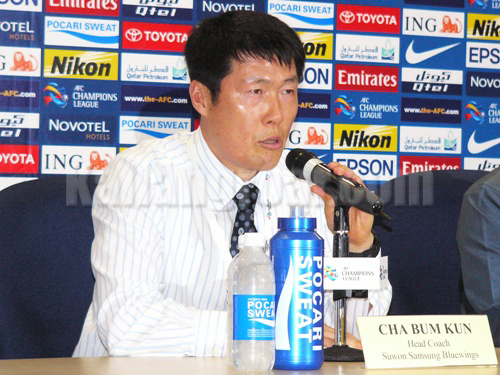
Cha als trainer van Suwon Samsung Bluewings in 2009.

Cha startte zijn trainersloopbaan bij Ulsan Hyundai, waar hij werkzaam was van 1991 tot 1994. In januari 1997 werd hij aangesteld als bondscoach van Zuid-Korea. Cha leidde het land naar het WK 1998, waarin ze in een poule kwamen met België, Mexico en Nederland. Laatstgenoemde won in de groepsfase met 5−0 van Zuid-Korea dankzij doelpunten van Cocu, Overmars, Bergkamp, Van Hooijdonk en De Boer. Naar aanleiding daarvan werd Cha ontslagen, waarna hij als reactie hevig kritiek uitte op de Korea Football Association. De KFA bestrafte Cha. Hij mocht 5 jaar lang niet meer een professionele club uit Zuid-Korea coachen.
Cha besloot hierop om samen met zijn vrouw te vertrekken naar China, waar hij trainer werd van Shenzhen Ping'an. Na ruim een jaar nam hij afscheid van de club. Eind 2003 ging hij aan de slag bij Suwon Samsung Bluewings. Hij won maar liefst acht prijzen met de club, waaronder twee keer het landskampioenschap in 2004 en in 2008. In 2010 stopte hij als hoofdtrainer van de club.

## Carrièrestatistieken
| Overzicht       | Overzicht           | Overzicht       | Competitie | Competitie | Beker     | Beker     | Internationaal | Internationaal | Totaal | Totaal |
| Seizoen         | Club                | Competitie      | Wed.       | Dlp.       | Wed.      | Dlp.      | Wed.           | Dlp.           | Wed.   | Dlp.   |
| West-Duitsland  | West-Duitsland      | West-Duitsland  | Competitie | Competitie | DFB-Pokal | DFB-Pokal | Europa         | Europa         | Totaal | Totaal |
| --------------- | ------------------- | --------------- | ---------- | ---------- | --------- | --------- | -------------- | -------------- | ------ | ------ |
| 1978/79         | Darmstadt 98        | Bundesliga      | 1          | 0          | 0         | 0         | -              | -              | 1      | 0      |
| 1979/80         | Eintracht Frankfurt | Bundesliga      | 31         | 12         | 4         | 0         | 11             | 3              | 46     | 15     |
| 1980/81         | Eintracht Frankfurt | Bundesliga      | 27         | 8          | 6         | 6         | 5              | 2              | 38     | 16     |
| 1981/82         | Eintracht Frankfurt | Bundesliga      | 31         | 11         | 1         | 0         | 6              | 1              | 38     | 12     |
| 1982/83         | Eintracht Frankfurt | Bundesliga      | 33         | 15         | 1         | 0         | -              | -              | 34     | 15     |
| 1983/84         | Bayer Leverkusen    | Bundesliga      | 34         | 12         | 1         | 0         | -              | -              | 35     | 12     |
| 1984/85         | Bayer Leverkusen    | Bundesliga      | 29         | 10         | 3         | 4         | -              | -              | 32     | 14     |
| 1985/86         | Bayer Leverkusen    | Bundesliga      | 34         | 17         | 4         | 2         | -              | -              | 38     | 19     |
| 1986/87         | Bayer Leverkusen    | Bundesliga      | 33         | 6          | 2         | 1         | 3              | 2              | 38     | 9      |
| 1987/88         | Bayer Leverkusen    | Bundesliga      | 25         | 4          | 0         | 0         | 10             | 2              | 35     | 6      |
| 1988/89         | Bayer Leverkusen    | Bundesliga      | 30         | 3          | 5         | 0         | 2              | 0              | 37     | 3      |
| Totaal          | West-Duitsland      | West-Duitsland  | 308        | 98         | 27        | 13        | 37             | 10             | 372    | 121    |
| Carrière totaal | Carrière totaal     | Carrière totaal | 308        | 98         | 27        | 13        | 37             | 10             | 372    | 121    |

## Erelijst
Als speler
 Universiteit van Korea
- Zuid-Koreaans Nationaal Kampioenschap: 1974

 Korea Trust Bank
- Zuid-Koreaanse semi-professionele competitie: 1976 Lente

 Eintracht Frankfurt
- DFB-Pokal: 1980/81
- UEFA Cup: 1979/80

 Bayer Leverkusen
- UEFA Cup: 1987/88

 Zuid-Korea
- Aziatische Spelen: 1978

Individueel als speler
- Zuid-Koreaanse Voetbal Beste XI: 1972, 1973, 1974, 1975, 1976, 1977, 1978
- Zuid-Koreaans Voetballer van het Jaar: 1973
- Speler van het seizoen - Koreaanse semi-professionele competitie: 1976 Lente
- kicker Bundesliga Elftal van het Seizoen: 1979/80, 1985/86
- Aziatisch/Oceanisch Elftal van de Twintigste Eeuw: 1998
- IFFHS Aziatisch Speler van de Eeuw: 1900–1999
- IFFHS Wereldspeler van de Eeuw: (60e plaats) 1900–1999
- Zuid-Koreaanse Football Hall of Fame: 2005
- Eintracht Frankfurt All-time XI: 2013
- ESPN Aziatisch Voetballer aller Tijden: 2015
- IFFHS Legendes: 2016
- Zuid-Koreaanse Sports Hall of Fame: 2017

Records
- Jongste speler met honderd interlands: 24 jaar en 139 dagen oud
- Zuid-Koreaans Topscorer aller Tijden: 58 doelpunten
- Bundesliga Buitenlands Topscorer aller Tijden: 1988/1999, 98 doelpunten

Onderscheidingen
- Giraffe in de Orde van Sportieve Verdienste: 1975
- Wit Paard in de Orde van Sportieve Verdienste: 1979
- Lid in de Orde van Verdienste van de Bondsrepubliek Duitsland: 2019

Als trainer
 Suwon Samsung Bluewings
- K League 1: 2004, 2008
- Koreaanse FA Cup: 2009
- Koreaanse League Cup: 2005, 2008
- K-League Super Cup: 2005
- A3 Champions Cup: 2005
- Pan-Pacific Championship: 2009

Individueel als trainer
- Aziatisch Trainer van de Maand: februari 1997, mei 1997, september 1997
- Aziatisch Trainer van het Jaar: 1997
- K League 1 Trainer van het Jaar: 2004, 2008
- Koreaanse FA Cup Beste trainer: 2009